# Аеродром Пачела
Аеродром Пачела (: , : ) је ваздухопловно пристаниште код града Пачела у вилајету Џонглеј у Јужном Судану. Смештен је на 610 метара надморске висине.